# 本所吾妻橋站
本所吾妻橋站（日语：／ Honjo-azumabashi eki */?）是位於日本東京都墨田區吾妻橋三丁目，屬於東京都交通局（都營地下鐵）淺草線的鐵道車站。車站編號是A 19。
位於淺草通與三目通交差點的地下、淺草站與終點站押上站之間。

## 历史
- 1960年（昭和35年）12月4日：都營地下鐵1號線本所吾妻橋站開業。
- 1978年（昭和53年）7月1日：都營地下鐵1號線更名為都營淺草線。

## 車站構造
本站是一地下車站，站區位於淺草通及三目通交會的十字路口地下。車站在十字路口的4個角落各設一個出口（A1－A4）。站內原設有非付費區通道，但在一次改善工程後被劃為付費區內，成為連接兩個月台的通道。另站內僅一側(西馬込方向)出口(A0)設置升降機，站內並無設置扶手電梯，其他進出車站和來往兩個月台之通道均須使用樓梯。
此外，淺草線部分乘務員所屬的吾妻橋乘務區設於本站，故除通過本站的機場快特班次外，所有列車班次的乘務員均會在本站進行交接。
本站月台為對向式月台2面2線設計。

### 月台配置
| 月台 | 路線   | 目的地                               |
| ---- | ------ | ------------------------------------ |
| 1    | 淺草線 | 西馬込、京急本線、羽田機場方向       |
| 2    | 淺草線 | 押上、京成本線、北總線、成田機場方向 |

（來源：都營地下鐵:車站構內圖 （页面存档备份，存于））

### 車站設備
- 自動驗票閘門 - 8台
- 自動售票機 - 7台
- 電梯 - 2座
- 廁所
- 公共電話 - 各剪票口外側。

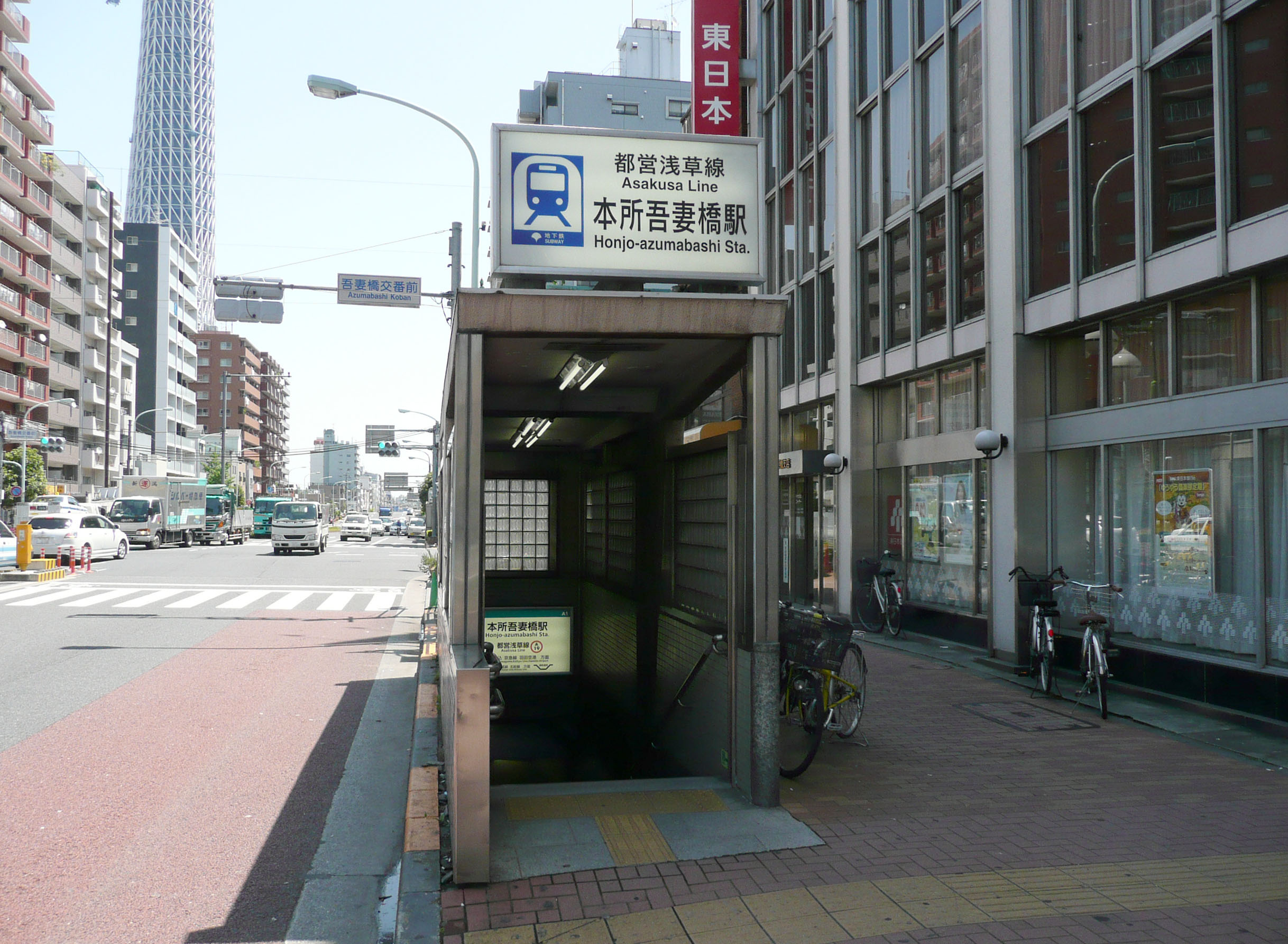
A1出口
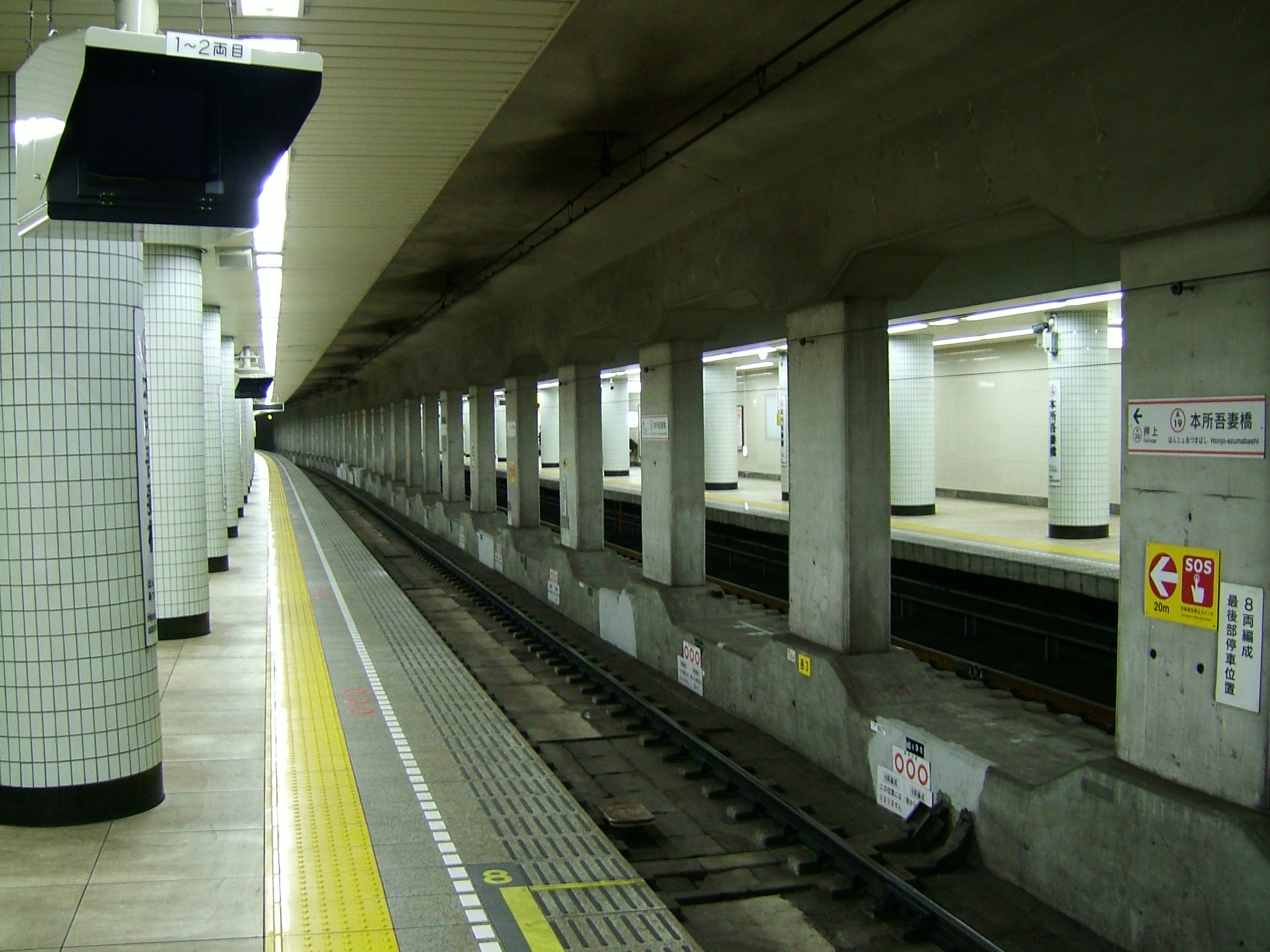
月台(2006年)
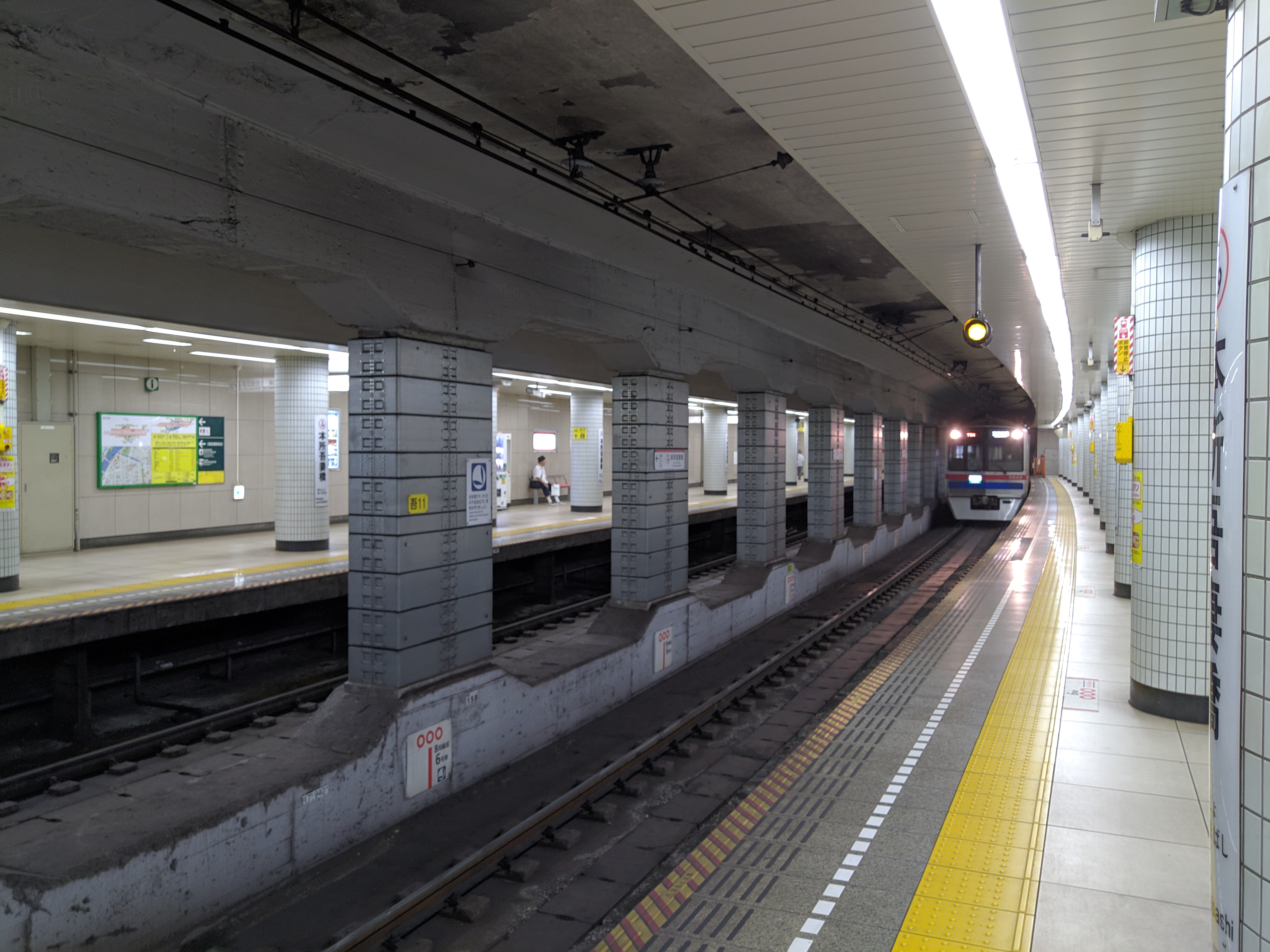
月台與進站中的京成電鐵3700形電車(2019年)

## 利用狀況
2017年度1日平均上下車人次為19,111人（上車人次 9,677人、下車人次9,434人），在淺草線內僅高於高輪台站。
各年度1日平均上下車、上車人次如下表。
| 年度               | 1日平均 上下車人次 | 1日平均 上車人次 | 來源     |
| ------------------ | ------------------ | ---------------- | -------- |
| 1990年（平成02年） |                    | 8,493            | [ * 1 ]  |
| 1991年（平成03年） |                    | 8,951            | [ * 2 ]  |
| 1992年（平成04年） |                    | 9,003            | [ * 3 ]  |
| 1993年（平成05年） |                    | 8,874            | [ * 4 ]  |
| 1994年（平成06年） |                    | 8,638            | [ * 5 ]  |
| 1995年（平成07年） |                    | 8,246            | [ * 6 ]  |
| 1996年（平成08年） |                    | 8,123            | [ * 7 ]  |
| 1997年（平成09年） |                    | 7,956            | [ * 8 ]  |
| 1998年（平成10年） |                    | 7,904            | [ * 9 ]  |
| 1999年（平成11年） |                    | 7,776            | [ * 10 ] |
| 2000年（平成12年） | 15,042             | 7,710            | [ * 11 ] |
| 2001年（平成13年） | 15,209             | 7,827            | [ * 12 ] |
| 2002年（平成14年） | 15,156             | 7,795            | [ * 13 ] |
| 2003年（平成15年） | 14,884             | 7,489            | [ * 14 ] |
| 2004年（平成16年） | 14,907             | 7,530            | [ * 15 ] |
| 2005年（平成17年） | 15,030             | 7,597            | [ * 16 ] |
| 2006年（平成18年） | 15,549             | 7,852            | [ * 17 ] |
| 2007年（平成19年） | 16,431             | 8,327            | [ * 18 ] |
| 2008年（平成20年） | 17,117             | 8,641            | [ * 19 ] |
| 2009年（平成21年） | 16,990             | 8,579            | [ * 20 ] |
| 2010年（平成22年） | 17,394             | 8,786            | [ * 21 ] |
| 2011年（平成23年） | 17,104             | 8,668            | [ * 22 ] |
| 2012年（平成24年） | 17,490             | 8,778            | [ * 23 ] |
| 2013年（平成25年） | 17,411             | 8,773            | [ * 24 ] |
| 2014年（平成26年） | 17,706             | 8,939            | [ * 25 ] |
| 2015年（平成27年） | 18,431             | 9,314            | [ * 26 ] |
| 2016年（平成28年） | 18,737             | 9,488            | [ * 27 ] |
| 2017年（平成29年） | 19,111             | 9,677            |          |

## 車站周邊
- 警視廳本所警察署（日语：本所警察署）吾妻橋交番
- River Pier吾妻橋（日语：リバーピア吾妻橋）
  - 墨田區役所（日语：墨田区役所）
  - 朝日集團控股本社
    - 朝日啤酒本社
    - 朝日飲料本社
    - SUPER DRY HALL（日语：スーパードライホール）
- 東京消防廳本所消防署（日语：東京消防庁第七消防方面本部）東駒形出張所
- 墨田區立橫川小學校
- 淺草通
- 墨田吾妻橋郵便局
- 東京晴空塔站（東武晴空塔線） - 步行5 - 10分鐘左右
- 東京晴空塔城
  - 東京晴空塔
  - 東京晴空街道（日语：東京ソラマチ）

### 巴士路線
車站周邊有都營巴士、京成Town Bus、墨田區內循環巴士「墨田百景墨丸君、小墨鈴」路線通過。都營巴士與京成Town Bus的巴士站名為「本所吾妻橋」，墨田區內循環巴士的巴士站名為「本所吾妻橋站北（源森橋）」與「本所吾妻橋站東（南藏院跡）」。
- 1號乘車處
  - 都08：往錦糸町站（經東京晴空塔站入口、押上）
  - 業10：往東京晴空塔站（直行）
  - 上23：平井站（經東京晴空塔站入口、十間橋、東墨田會館）
- 2號乘車處
  - 門33：往龜戶站（經十間橋、柳島（日语：柳島））
  - 草39：往金町站（經向島消防署（日语：向島消防署）（東向島站）、四木橋（日语：四ツ木橋）、葛飾警察署（日语：葛飾警察署）、青戶車庫（日语：都営バス青戸支所）、龜有警察署（日语：亀有警察署）、新宿郵便局（日语：葛飾新宿郵便局））
  - 01：往龜有站（經向島消防署）
- 3號乘車處
  - 門33：往豐海水產埠頭（經都營兩國站、森下站、清澄白河站、門前仲町、越中島、勝鬨站）
- 4號乘車處
  - 上23：往 上野松坂屋前（經墨田區役所（日语：墨田区役所）、淺草雷門、上野站）
  - 草39：往淺草壽町、上野松坂屋前（經上野松坂屋前班次僅在平日白天）
  - 有01：往淺草壽町（不經淺草一丁目）
- 5號乘車處
  - 都08：往日暮里站（經東武淺草站、奧淺草、龍泉）
- 6號乘車處
  - 業10：往新橋（經菊川站、木場站、豐洲站、築地三丁目、銀座四丁目）、往深川車庫（日语：都営バス深川営業所）（ 經菊川站、木場站、豐洲站、東雲橋（日语：東雲橋）交差點）
- 墨田區內循環巴士「墨田百景墨丸君、小墨鈴」南部線：往押上站

## 站名由來
站名取自附近的町名「本所」與「吾妻橋」。
地名的本所來自於舊本所區。原地名是中之鄉。中之鄉與本所同義，都是指鄉村的中心。吾妻橋是1774年（安永3年）10月架於隅田川的橋樑，當初稱為「大川橋」，1875年（明治8年）改稱「吾嬬橋」。大川橋時代起就是前往吾嬬神社的參道路線，因此人們稱作「あづまばし」。昭和時代以本橋名作為町名。

## 相鄰車站
東京都交通局
 淺草線
■機場快特
通過
■機場快特以外的列車類別
淺草（A 18）－本所吾妻橋（A 19）－押上（A 20）

## 來源
東京都統計年鑑
1. ↑  .   [2017-07-30]. （原始内容存档于2016-03-05）.
2. ↑  .   [2017-07-30]. （原始内容存档于2016-03-05）.
3. ↑  .   [2017-07-30]. （原始内容存档于2013-08-15）.
4. ↑  .   [2017-07-30]. （原始内容存档于2013-02-03）.
5. ↑  .   [2017-07-30]. （原始内容存档于2013-02-03）.
6. ↑  .   [2017-07-30]. （原始内容存档于2013-02-03）.
7. ↑  .   [2017-07-30]. （原始内容存档于2013-02-03）.
8. ↑  .   [2017-07-30]. （原始内容存档于2016-03-04）.
9. ↑  東京都統計年鑑（平成10年）PDF
10. ↑  東京都統計年鑑（平成11年）PDF
11. ↑  .   [2017-07-30]. （原始内容存档于2016-03-04）.
12. ↑  .   [2017-07-30]. （原始内容存档于2016-03-04）.
13. ↑  .   [2017-07-30]. （原始内容存档于2017-07-29）.
14. ↑  .   [2017-07-30]. （原始内容存档于2017-07-29）.
15. ↑  .   [2017-07-30]. （原始内容存档于2017-07-29）.
16. ↑  .   [2017-07-30]. （原始内容存档于2017-07-29）.
17. ↑  .   [2017-07-30]. （原始内容存档于2017-07-29）.
18. ↑  .   [2017-07-30]. （原始内容存档于2017-07-29）.
19. ↑  .   [2017-07-30]. （原始内容存档于2017-07-29）.
20. ↑  .   [2017-07-30]. （原始内容存档于2016-03-26）.
21. ↑  .   [2017-07-30]. （原始内容存档于2016-03-27）.
22. ↑  .   [2017-07-30]. （原始内容存档于2016-03-25）.
23. ↑  .   [2017-07-30]. （原始内容存档于2016-03-27）.
24. ↑  .   [2017-07-30]. （原始内容存档于2016-03-22）.
25. ↑  .   [2017-07-30]. （原始内容存档于2017-07-30）.
26. ↑  .   [2019-02-03]. （原始内容存档于2018-11-09）.
27. ↑  .   [2019-02-03]. （原始内容存档于2019-05-02）.

## 外部連結
- 本所吾妻橋 - 東京都交通局